# Gesellschaft für Muttersprache (Estland)
Die Gesellschaft für Muttersprache (Estn. Emakeele Selts) ist eine 1920 gegründete wissenschaftliche Gesellschaft zur Förderung und Pflege der estnischen Sprache.

## Gründung
Nach der Staatsgründung Estlands und der Etablierung neuer Fächer an der Universität Tartu wurde 1920 der finnische Sprachwissenschaftler Lauri Kettunen auf den neugegründeten Lehrstuhl für Ostseefinnische Sprachen berufen. In dieser Funktion gründete er gemeinsam mit Studierenden und Fachkollegen 1920 die Gesellschaft für Muttersprache, die sich der Pflege des soeben zur Staatssprache erklärten Estnischen widmen sollte.
In den Jahren 1920–1946 war die Gesellschaft mit der Universität Tartu verbunden und vornehmlich wissenschaftlich ausgerichtet. So änderte sie 1925 ihren Namen in Akademische Gesellschaft für Muttersprache (estn. Akadeemiline Emakeele Selts). Sie zählte 1940 44 Mitglieder. Im Gegensatz zu vielen anderen Gesellschaften wurde sie nach der Sowjetisierung Estlands nicht liquidiert, sondern verlor 1952 lediglich ihren Zusatz „Akademisch“. Als „Gesellschaft für Muttersprache“ durfte sie jedoch weiterhin existieren, nun allerdings der Estnischen Akademie der Wissenschaften unterstellt (1946–1998, danach assoziiert). In der Sowjetzeit war die Gesellschaft „als einzige zugelassene geisteswissenschaftliche Gesellschaft ein Sammelbecken für alle nationalen Wissenschaften.“ Dementsprechend stieg die Mitgliederzahl auf über 400 an.
Heute hat die Gesellschaft rund 350 Mitglieder.

## Tätigkeit
Gewissermaßen als Grundkapital erhielt die Gesellschaft von der älteren, 1907 gegründeten Eesti Kirjanduse Selts (Estnische Literaturgesellschaft) wertvolles Dialektmaterial. Die Dialektforschung bildete im Folgenden den Hauptschwerpunkt der Arbeit der Gesellschaft, bis 1940 waren über 700.000 Karteikarten mit lexikalischen Belegen erstellt worden.
Weitere Tätigkeitsgebiete waren die Spracherneuerung in Estland sowie die allgemeine Sprachpflege. Zur Verbesserung der Publikationsmöglichkeiten ihrer Forschungsergebnisse gründete die Gesellschaft 1922 die linguistische Zeitschrift Eesti Keel. Heute führt die Gesellschaft vor allem Vortragsveranstaltungen durch und organisiert wissenschaftliche Tagungen. Außerdem fungiert sie als Herausgeberin von Buchreihen und Zeitschriften.

## Publikationen
- Akadeemilise 	Emakeele Seltsi aastaraamat (‚Jahrbuch der Akademischen Gesellschaft für Muttersprache‘), 1921–1926
- Eesti Keel (‚Estnische Sprache‘, linguistische Fachzeitschrift), 1922–1940
- Emakeele Seltsi Aastaraamat (‚Jahrbuch der Gesellschaft für Muttersprache‘), 1955–
- Kodumurre (‚Heimatdialekt‘, populärwissenschaftliche Zeitschrift), 1960–2002
- Oma Keel (‚Die eigene Sprache‘, populärwissenschaftliche Zeitschrift), 2000–

## Vorsitzende
- Lauri Kettunen: 1920–1924
- Andrus Saareste: 1925–1933, 1935, 1936–1941
- Julius Mägiste: 1934, 1936
- Arnold Kask: 1944, 1968–1982
- Johannes Voldemar Veski: 1946–1968
- Huno Rätsep: 1982–1989
- Tiit-Rein Viitso: 1989, 1993–1997
- Eeva Ahven: 1989–1990
- Henn Saari: 1990–1992
- Jüri Viikberg: 1992–1993
- Mati Erelt: 1997–2006
- Helle Metslang: seit 2006

## Sekundärliteratur
- Mati Erelt: Emakeele selts 80, in: Keel ja Kirjandus 5/2000, S. 313–316.
- Ülo Tedre: Emakeele selts Nõukogude aastail, in: Keel ja Kirjandus 8/2000, S. 578–582.

## Einzelbelege
1. ↑  Laut Tätigkeitsbericht, veröffentlicht in: Eesti Keel 1–2/1940, S. 51.
2. ↑  Ülo Tedre: Emakeele selts Nõukogude aastail, in: Keel ja Kirjandus 8/2000, S. 582.
3. ↑  Ülo Tedre: Emakeele selts Nõukogude aastail, in: Keel ja Kirjandus 8/2000, S. 580.
4. ↑  Eesti Entsüklopeedia 12. Tallinn: Eesti Entsüklopeediakirjastus 2003, S. 116.
5. ↑  Reet Kasik: Stahli mantlipärijad. Tartu: Tartu Ülikooli Kirjastus 2011, S. 120.
6. ↑  Mati Erelt: Emakeele selts 80, in: Keel ja Kirjandus 5/2000, S. 313.
7. ↑  Cornelius Hasselblatt: Geschichte der estnischen Literatur. Von den Anfängen bis zur Gegenwart. Berlin, New York: Walter de Gruyter 2006, S. 361–364.